# Żydowska Odnowa
Żydowska Odnowa jest nowym ruchem  w ramach judaizmu, który dąży do ożywienia współczesnego judaizmu za pomocą mistycznych, chasydzkich, medytacyjnych i muzycznych praktyk. Termin "Żydowska Odnowa" opisuje się jako "zbiór praktyk w obrębie judaizmu, poprzez które usiłuje się ożywić to, co wydaje się umierające i nieinspirujące w judaizmie, obejmujący praktyki mistyczne, chasydzkie, muzyczne i medytacyjne pochodzące z różnych tradycyjnych i nietradycyjnych, żydowskich i innych źródeł. W tym sensie Żydowska Odnowa jest podejściem do judaizmu, które można znaleźć w segmentach któregokolwiek z wyznań żydowskich."